# Жак II де Люксембург-Фиенн
Жак II де Люксембург (фр. Jacques II de Luxembourg; ум. 1519) — сеньор де Фиенн, Армантьер, Соттенгьен, Эркенгем-Лис, граф де Гавр.

## Биография
Сын Жака I де Люксембурга, сеньора де Фиенн, и Марии де Берлемон.
Пэр графств Эно и Артуа, советник и камергер Римского короля Максимилиана Габсбурга и его сына Филиппа Красивого.
В 1491 году на капитуле в Мехелене принят в рыцари ордена Золотого руна.
Губернатор Лилля, Дуэ и Орши в 1501—1513 годах. 14 мая 1501 принес присягу в Лилле. С 1505 по 1517 также был губернатором и капитан-генералом графства Фландрии, а 26 мая 1506 прибыл в Аррас и вступил в должность губернатора и капитан-генерала Артуа, которую занимал до 1513 года.
В 1514 году вместе с Жаном де Гистелем, сеньором де Ла-Мотт, аббатом Лооса и приором Ньепа начал процесс против Антуана де Монморанси, сеньора де Круазий, на предмет шлюзов мельниц Молимона, удерживавших воду из реки Лис.
23 мая 1517 купил у Ги де Лаваля из дома Монморанси-Лаваль сеньорию Гавр. В 1519 году на капитуле ордена Золотого руна в Барселоне Карл V возвел её в ранг графства.

## Семья
Жена (15.06.1494): Маргарита де Брюгге, дама д'Осси и де Флави, дочь Жана де Брюгге и Марии д'Осси
Дети:
- Жак III де Люксембург-Фиенн (ум. 1530), граф де Гавр. Жена: Элен де Крой (ум. 1535), дочь Анри де Кроя, графа де Порсеана, и Шарлотты де Шатобриан
- Жан де Люксембург, ум. юным
- Франсуаза де Люксембург-Фиенн (ум. 1.11.1557). Муж (1516): граф Жан IV д'Эгмонт (ум. 1528)
- Маргарита де Люксембург-Фиенн. Муж: Антуан де Барбансон, сеньор де Вершен, сенешаль Эно